# Myrcia lasiantha
Myrcia lasiantha là một loài thực vật có hoa trong Họ Đào kim nương. Loài này được DC. mô tả khoa học đầu tiên năm 1828.